# Bègues
Bègues település Franciaországban, Allier megyében. Lakosainak száma 229 fő (2022. január 1.). Bègues Ébreuil, Gannat, Mazerier és Saint-Bonnet-de-Rochefort községekkel határos.

## Népesség
A település népességének változása:
| Lakosok száma | 150  | 196  | 193  | 225  | 231  | 227  | 227  | 224  | 222  | 229  |
|               | 1968 | 1982 | 1990 | 2006 | 2013 | 2015 | 2017 | 2019 | 2020 | 2022 |